# Кшітіґарбга

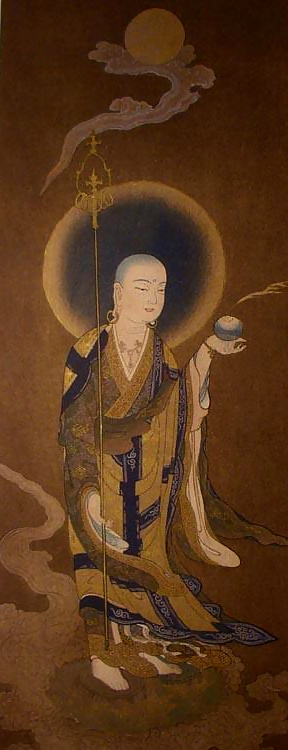
Кшітігарбга

Кшітігарбга (санскр. क्षितिघर्भ, Kṣiti-garbha [kʂiti ɡʱərbʱə], «лоно Землі»), Кшітігарбха — бодгісаттва в буддизмі. Допомагає живим істотам в шести світах страждань після смерті будди Гаутами до приходу будди Майтреї. Зображується ченцем з чарівним каменем і посохом. Вважається патроном Землі, дітей, подорожніх, вояків. В китайській мові — Діцзан, Дідзанг (кит.: 地藏, Dìzàng), в японській мові — Джідзо (яп. 地蔵, Jizō).